# Ghiacciaio Svea
Il ghiacciaio Svea (in norvegese: “degli svedesi”) è un ghiacciaio situato sulla costa della Principessa Marta, nella Terra della Regina Maud, in Antartide. Il ghiacciaio, il cui punto più alto si trova a circa 1510 m s.l.m., fluisce verso nord scorrendo tra i monti Sverdrup e i monti Gjelsvik.

## Storia
Il ghiacciaio Svea è stato mappato da cartografi norvegesi grazie a fotografie aeree scattate nel corso della spedizione NBSAE (acronimo di "Spedizione antartica Norvegese-Britannico-Svedese"), 1949-52, e della sesta spedizione antartica norvegese, 1956-60, che lo ha poi battezzato con il suo attuale nome.